# 朱克簡
朱克簡（1616年—1693年），字敬可，號澹子，南京揚州府寶應縣（今江蘇省揚州市寶應縣）人，清朝政治人物、進士出身。
顺治二年，中舉；順治四年，登進士，授中書科中書舍人。順治八年，任廣東鄉試副考官。順治十二年，任雲南道監察御史。順治十二年，任福建巡按御史。

## 延伸阅读
[在维基数据编辑]
 《清史稿·卷244》，出自趙爾巽《清史稿》